# Accord de neuvième de dominante sans fondamentale
En harmonie tonale, un accord de neuvième de dominante sans fondamentale est un accord de neuvième de dominante amputé de sa fondamentale, en d'autres termes, un accord de cinq notes placé sur le Ve degré, mais réalisé sans la dominante. La neuvième de dominante sans fondamentale est donc composée d'une septième de dominante sans fondamentale plus une neuvième, celle-ci pouvant être majeure ou mineure.
Nous savons qu'à quatre parties, on supprime généralement la quinte d'un accord de neuvième de dominante. Mais on peut également supprimer sa fondamentale, et obtenir ainsi un accord de quatre notes situé sur le VIIe degré. En effet, de même qu'un accord de trois notes placé sur le VIIe degré est généralement analysé comme un accord de septième de dominante sans fondamentale, un accord de quatre notes placé sur ce même degré doit être normalement considéré comme un accord de neuvième de dominante sans fondamentale. Dans ce cas, l'absence de la fondamentale permet d'utiliser le quatrième renversement de l'accord de neuvième.

## Neuvième majeure de dominante sans fondamentale
Conformément aux règles de disposition de l'accord de neuvième majeure, la neuvième de l'accord de neuvième majeure de dominante sans fondamentale devra de préférence être placée au-dessus de la sensible — sauf bien sûr dans le 4e renversement.

### Septième de sensible
L'accord de septième de sensible est un accord de septième mineure et quinte diminuée placé sur le VIIe degré du mode majeur, que l'on considère comme un premier renversement de l'accord de neuvième majeure de dominante sans fondamentale.
- Il est constitué d'une basse — la tierce de la fondamentale absente, c'est-à-dire la sensible —, d'une tierce mineure — la quinte de la fondamentale —, d'une quinte diminuée — la septième de la fondamentale — et d'une septième mineure — la neuvième de la fondamentale.

Exemple : si, ré, fa, la.
- Il se chiffre : « 5 barré » et « 7 » (exemples A et G).

### Quinte et sixte sensible
L'accord de quinte et sixte sensible est le premier renversement de l'accord de septième mineure et quinte diminuée placé sur le VIIe degré du mode majeur, que l'on considère comme un deuxième renversement de l'accord de neuvième majeure de dominante sans fondamentale.
- Il est constitué d'une basse — la quinte de la fondamentale —, d'une tierce mineure — la septième de la fondamentale —, d'une quinte juste — la neuvième de la fondamentale — et d'une sixte majeure — la sensible.

Exemple : ré, fa, la, si.
- Il se chiffre : 5 et +6 (exemples B, C et H).

En vertu de la règle obligeant la neuvième à se trouver au-dessus de la sensible, l'ordre des chiffres représentant ces deux notes — « +6 » et « 5 » — rappelle la disposition obligatoire.

### Triton et tierce majeure
L'accord de triton et tierce majeure est le deuxième renversement de l'accord de septième mineure et quinte diminuée placé sur le VIIe degré du mode majeur, que l'on considère comme un troisième renversement de l'accord de neuvième majeure de dominante sans fondamentale.
- Il est constitué d'une basse — la septième de la fondamentale —, d'une tierce majeure — la neuvième de la fondamentale —, d'une quarte augmentée — la sensible — et d'une sixte majeure — la quinte de la fondamentale.

Exemple : fa, si, ré, la.
- Il se chiffre : 3 et +4 (exemples D et I).

Une fois encore, on note dans ce chiffrage que l'ordre des chiffres représentant la sensible et la neuvième rappelle la disposition obligatoire.

### Quarte et seconde sensible
L'accord de Quarte et seconde sensible est le troisième renversement de l'accord de septième mineure et quinte diminuée placé sur le VIIe degré du mode majeur, que l'on considère comme un quatrième renversement de l'accord de neuvième majeure de dominante sans fondamentale.
- Il est constitué d'une basse (la septième de l'accord sans fondamentale), d'une seconde majeure (la sensible), d'une quarte juste (la tierce de l'accord sans fondamentale), et d'une sixte mineure (la quinte diminuée d'accord sans fondamentale).

Exemple :  la, ré, fa, si.
- Il se chiffre : 4 et  +2  (exemples E, F et J).

### Enchaînement de la septième de sensible
- Dans l'accord de quinte et sixte sensible, la septième peut monter conjointement comme dans l'accord de sixte sensible sans fondamentale (exemple C).

- Dans l'accord de seconde sensible — quatrième renversement —, la neuvième se trouve exceptionnellement au-dessous de la sensible : pour que cet accord soit correct, l'une de ces deux notes — la neuvième de préférence — doit être strictement préparée par mouvement oblique. Lorsque cet accord fait un enchaînement ordinaire sur l'accord de tonique, il est bon que la neuvième fasse une résolution anticipée transformant ainsi ce renversement en un accord de septième de dominante (exemple F).

- Exemples d'enchaînements ordinaires :

- Exemples d'enchaînements exceptionnels :

## Neuvième mineure de dominante sans fondamentale
Les quatre états de la neuvième mineure de dominante sans fondamentale sont très employés.

### Septième diminuée
L'accord de septième diminuée est un accord de quatre notes placé sur le VIIe degré du mode mineur, que l'on considère comme un premier renversement de l'accord de neuvième mineure de dominante sans fondamentale.
- Il est constitué d'une basse — la tierce de la fondamentale absente, c'est-à-dire la sensible —, d'une tierce mineure — la quinte de la fondamentale —, d'une quinte diminuée — la septième mineure de la fondamentale — et d'une septième diminuée — la neuvième de la fondamentale.

Exemple : si, ré, fa, la{\displaystyle \flat }.
- Il se chiffre : « 7 barré » (exemples A, H, L, P et Q).

### Quinte diminuée et sixte sensible
L'accord de quinte diminuée et sixte sensible est un premier renversement de l'accord de septième diminuée  placé sur le VIIe degré du mode mineur, que l'on considère comme un deuxième renversement de l'accord de neuvième mineure de dominante sans fondamentale.
- Il est constitué d'une basse — la quinte de la fondamentale —, d'une tierce mineure — la septième de la fondamentale —, d'une quinte diminuée — la neuvième de la fondamentale — et d'une sixte majeure — la sensible.

Exemple : ré, fa, la{\displaystyle \flat }, si.
- Il se chiffre : « 5 barré » et « +6 » (exemples B, C, I et M).

### Triton et tierce mineure
L'accord de triton et tierce mineure est un deuxième renversement de l'accord de septième diminuée placé sur le VIIe degré du mode mineur, que l'on considère comme un troisième renversement de l'accord de neuvième mineure de dominante sans fondamentale.
- Il est constitué d'une basse — la septième de la fondamentale —, d'une tierce mineure — la neuvième de la fondamentale —, d'une quarte augmentée — la sensible — et d'une sixte majeure — la quinte de la fondamentale.

Exemple : fa, la{\displaystyle \flat }, si, ré.
- Il se chiffre : « 3 » et « +4 » (exemples D, J et N).

### Seconde augmentée
L'accord de seconde augmentée est le troisième renversement de l'accord de septième diminuée placé sur le VIIe degré du mode mineur, que l'on considère comme un quatrième renversement de l'accord de neuvième mineure de dominante sans fondamentale.
- Il est constitué d'une basse — la neuvième de la fondamentale —, d'une seconde augmentée — la sensible —, d'une quarte augmentée — la quinte de la fondamentale — et d'une sixte majeure — la septième de la fondamentale.

Exemple : la{\displaystyle \flat }, si, ré, fa.
- Il se chiffre : « +2 » (exemples E, F, G, K, L, O et R).

### Enchaînement de la septième diminuée
La neuvième mineure de dominante sans fondamentale est un accord comportant une forte tension harmonique puisque sur ses quatre notes, trois sont des notes à mouvement obligé, la sensible, la septième et la neuvième. La fondamentale étant absente, et la neuvième mineure pouvant se trouver au-dessous de la sensible, cet accord ne réclame aucune disposition particulière, et constitue de ce fait un outil très facile à employer.

#### Enchaînement ordinaire
Dans l'enchaînement ordinaire, les trois notes attractives font leur mouvement obligé de manière plus souple que dans l'accord de neuvième majeure de dominante, ou même, que dans l'accord complet de neuvième mineure de dominante.
- Dans l'accord de quinte diminuée et sixte sensible — second renversement —, la septième peut monter conjointement comme dans l'accord de sixte sensible sans fondamentale (exemple C).

- Lorsque l'accord de seconde augmentée fait un enchaînement ordinaire sur l'accord de tonique, il est bon que la neuvième fasse une résolution anticipée transformant ainsi ce renversement en un accord de dominante de trois ou quatre notes (exemples F et G). Par ailleurs, en cas de résolution anticipée, la septième peut monter conjointement (exemple G).

- Il convient de noter qu'en position serrée, cet accord est toujours constitué d'une superposition de tierces mineures quel que soit son état — la seconde augmentée équivalant enharmoniquement à une tierce mineure. On peut donc considérer qu'il n'existe que trois accords de cette espèce, tous les autres étant synonymes. Ainsi, un même accord de septième diminuée, en changeant simplement le nom de ses notes peut appartenir à quatre tonalités différentes, et par conséquent, peut faire quatre enchaînements naturels possibles. On devine facilement le puissant moyen de modulation que constitue un tel accord.

Par exemple, l'accord si-ré-fa-la{\displaystyle \flat } peut aller sur do mineur (exemple H), sur la mineur (exemple I), sur fa{\displaystyle \sharp } mineur (exemple J) ou sur mi{\displaystyle \flat } mineur (exemple K).
- Exemples d'enchaînements ordinaires :

#### Enchaînement exceptionnel
Dans le domaine des enchaînements exceptionnels, un accord de septième diminuée quelconque peut aboutir à l'un des deux autres accords de même espèce (exemple L), les fausses relations chromatiques apparaissant le cas échéant, n'étant pas considérées comme fautives.
- Exemples d'enchaînements exceptionnels :

#### Utilisation comme accord d'emprunt
Les différents états de l'accord de septième diminuée sont fréquemment employés comme accords d'emprunt.
- Cet accord est tout d'abord employé dans la tonalité majeure homonyme comme accord d'emprunt à la place de l'accord de septième de sensible (exemple P).

- Ensuite, la neuvième de dominante sans fondamentale peut remplir également le rôle d'un accord préparatoire, ceci, dans les deux modes. L'accord se place alors sur le IVe degré élevé d'un demi-ton, et est enchaîné soit sur l'accord de dominante, soit sur l'accord de quarte et sixte de cadence — il peut alors être analysé comme une dominante passagère, plus précisément, la « dominante de la dominante » (exemple Q).

- On trouve souvent aussi la neuvième mineure de dominante sans fondamentale sur une note tenue, précédée et suivie d'un même accord. Lorsque ce type d'enchaînement se produit sur la tonique, cela équivaut à une cadence plagale (exemple R).

- Exemples d'enchaînements d'utilisations de la neuvième de dominante sans fondamentale comme accord d'emprunt :